# Santa Ana de Abajo
Santa Ana de Abajo är en ort i Mexiko.   Den ligger i kommunen López och delstaten Chihuahua, i den centrala delen av landet, 1 000 km nordväst om huvudstaden Mexico City. Santa Ana de Abajo ligger 1 468 meter över havet och antalet invånare är 216.
Terrängen runt Santa Ana de Abajo är platt. Runt Santa Ana de Abajo är det mycket glesbefolkat, med 2 invånare per kvadratkilometer. Närmaste större samhälle är Octaviano López, 10,8 km öster om Santa Ana de Abajo. Omgivningarna runt Santa Ana de Abajo är i huvudsak ett öppet busklandskap.